# IEEE 802.11
IEEE 802.11, også kendt under navnet Wi-Fi, betegner en gruppe trådløse (wireless) LAN/WLAN-standarder udviklet af arbejdsgruppe 11 i IEEE LAN/MAN Standards Committee (IEEE 802). Termen 802.11x betegner også rettelser i standarden. Navnet IEEE 802.11 bruges også som reference til den originale 802.11-standard (1997), som nu af nogle omtales som "802.11 legacy". For anvendelsen af disse standarder se Wi-Fi.
802.11-familien omfatter ind til flere luftbårne modulationsteknikker der alle benytter samme basisprotokol. De mest benyttede teknikker er defineret b/g og er ændringer i den originale 802.11 standard; sikkerheden var oprindelig meget dårlig, men blev senere forbedret med indføringen af 802.11i-standardens. Den seneste udvikling, 802.11n, er en ny multi-streamingmodulationsteknik; denne standard er stadig under udvikling, selvom mange produkter allerede er ude med 802.11n standarden, bl.a. i Apple-produkter.
Andre standarder i familien (c-f, h,j) er servicerettelser eller forbedringer til tidligere standarder. 802.11b var den første bredt accepterede trådløse netværksstandard, og er senere blevet fulgt af 802.11g og siden 802.11n.
802.11b og 802.11g-standarderne bruger 2.4 GHz-båndet. På grund af dette valg af frekvensbånd kan netværket blive forstyrret af andet elektronisk udstyr så som mikrobølgeovne, trådløse telefoner, bluetoothenheder og andre, der bruger dette frekvensbånd. 802.11a-standarden bruger et 5 GHz-bånd, der er mere fri for støj. 802.11a-enheder bliver ikke forstyrret af andre enheder, der kører på 2.4 GHz båndet.